# Viktor Junk
Viktor Junk, auch Victor, (geboren 18. April 1875 in Wien, Österreich-Ungarn; gestorben 5. April 1948 in Frohnleiten) war ein österreichischer Literaturwissenschaftler und Komponist.

## Leben
Viktor Junk war ein Sohn des Bautechnikers David Valentin Junk und der Wilhelmine Klier, sein jüngerer Bruder Rudolf Junk wurde Grafiker. Junk studierte Musikwissenschaft, Germanistik und Philosophie an der Universität Wien bei Richard Heinzel, Jakob Minor, Heinrich Rietsch und Leopold von Schroeder und wurde 1899 promoviert. Er habilitierte sich 1906 und wurde zum Privatdozenten für ältere deutsche Sprache und Literatur ernannt. 1926 erhielt er den Titel eines ao. Professors an der Universität Wien. Junk arbeitete ab 1900 bei der Wiener Akademie der Wissenschaften als Aktuar der philosophisch historischen Klasse und später auch der Gesamtakademie. 1945 ging er in den Ruhestand. 
Junk forschte über den Dichter Rudolf von Ems. Sein „Handbuch des Tanzes“ war das erste auf diesem Gebiet. Junk entdeckte den Ursprung des Prinz-Eugen-Liedes. Er wurde Mitglied der Deutschen Akademie der Wissenschaften in Berlin.
Junk komponierte eine Vielzahl von Werken. Er war musikalischer Begleiter bei literarischen Vorträgen von Karl Kraus. Er war mit den Komponisten  Max Reger, Hans Pfitzner, Hugo Wolf und Franz Schmidt befreundet. Er war Mitbegründer der Wiener Pfitzner- und Reger-Gemeinde, dirigierte Konzerte der Wiener Bachgemeinde und stand von 1938 bis 1946 dem Österreichischen Volksliedunternehmen vor.
Junk beantragte am 19. Mai 1938 die reguläre Aufnahme in die NSDAP und wurde rückwirkend zum 1. April 1933 aufgenommen (Mitgliedsnummer 1.616.309).

## Schriften (Auswahl)

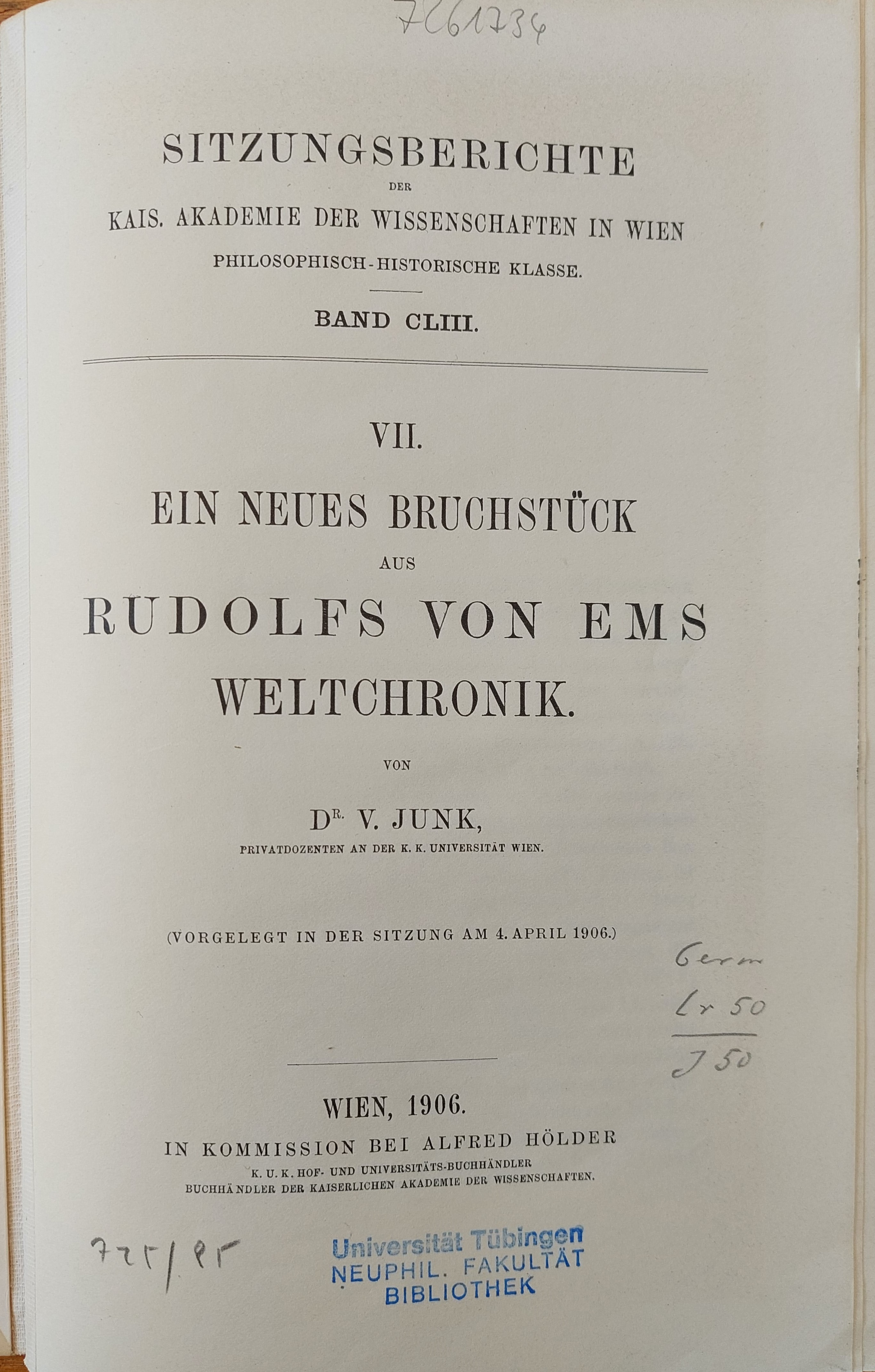
Rudolf von Ems 1906

- Goethes Fortsetzung der Mozartschen Zauberflöte. 1900
- Ein neues Bruchstück aus Rudolfs von Ems Weltchronik. Wien: Hölder, 1906
- Die Epigonen des höfischen Epos : Auswahl aus deutschen Dichtungen des 13. Jahrhunderts. Leipzig : Goeschen, 1906
- Max Reger als Orchesterkomponist. 1910
- Gralsage und Graldichtung des Mittelalters. Sitzungsberichte Wien, phil. hist. Kl., Bd. 168/4, 1911
- Tannhäuser in Sage und Dichtung. 1911 UB Wien
- Handbuch des Tanzes. Stuttgart: Ernst Klett, 1930
- Die Nobelpreisträger : 30 Jahre Nobelstiftung. Wien: Verlag M. Winkler, 1930
- Das Lied vom Prinzen Eugen. gem. mit Oswald Redlich, in: Anzeiger der Akad. d. Wiss., phil. hist. Kl., 1934
- Der altbayrischen Marskertanz. 1934
- Die taktwechselnden Volkstänze – Deutsches oder tschechisches Kulturgut? Leipzig: Kistner & Siegel, 1938

## Kompositionen (Auswahl)
- Spieglein an der Wand. Oper
- Die Wildfrau. Oper
- Sawitri. Oper
- Trug einer Nacht. Oper
- 2 Oratorien (Legende von der Liebe, Sommermythe), Ballett (Die wandelnde Glocke), 2 symphonische Dichtungen (Dürnstein, Der tanzende Derwisch), Schauspielmusiken, Orchester- und Kammermusik, Klavierwerke, Chöre und Lieder.